# Protarache annulata
Protarache annulata är en fjärilsart som beskrevs av Alfred Ernest Wileman och Reginald James West 1929.
Protarache annulata ingår i släktet Protarache och familjen nattflyn. Inga underarter finns listade i Catalogue of Life.